# Croûte au fromage
La croûte au fromage est un mets qui se présente sous forme de tranches de pain trempées dans du vin blanc (ou dans du vin rouge, dépendant des régions), garnies de fromage puis passées au four. Ce plat est particulièrement répandu dans les régions alpines principalement Suisse Alémanique, où l'on en trouve de multiples variations.

## Ingrédients et préparation
La préparation de base se compose de pain frais ou rassis que l'on imbibe de vin blanc local. Il est alors recouvert de fromage à pâte pressée cuite préalablement râpé (abondance, gruyère, Raclette en tranche, voire mélange à fondue). On y ajoute parfois également du jambon et/ou un œuf. Le tout est ensuite passé au four pour cuisson. Oignons grelot et cornichons au vinaigre constituent l'accompagnement le plus courant.